# PGC 17668
LEDA/PGC 17668 ist eine leuchtschwache Balken-Spiralgalaxie vom Hubble-Typ SBc im Sternbild Hase am Südsternhimmel, die schätzungsweise 115 Millionen Lichtjahre von der Milchstraße entfernt ist und hat einen Durchmesser von etwa 105.000 Lichtjahren. Gemeinsam mit vier weiteren Galaxien bildet sie die IC 438-Gruppe oder LGG 134.
Im selben Himmelsareal befinden sich unter anderem die Galaxien IC 2143, PGC 17686, PGC 147841, PGC 851744.